# Peggiopsis punctipennis
Peggiopsis punctipennis är en insektsart som först beskrevs av Walker 1870.  Peggiopsis punctipennis ingår i släktet Peggiopsis och familjen Derbidae. Inga underarter finns listade i Catalogue of Life.